# Veselí nad Moravou
Veselí nad Moravou (tjekkisk udtale: [ˈvɛsɛliː ˈnat moravou], tysk: Wessely/Wesseli (an der March)) er en by i regionen Sydmæhren i Tjekkiet med omkring 11.000 indbyggere. Den historiske bymidte er velbevaret og er beskyttet ved lov som en urban monumentzone.
Bydelene Milokošť og Zarazice er administrative dele af Veselí nad Moravou.

## Geografi
Veselí nad Moravou ligger omkring 21 km nordøst for Hodonín. Den vestlige del af kommunens område ligger i Nedre Morava-dalen og den østlige del ligger i Vizovicehøjlandet. Det højeste punkt er bakken Radošov med en højde på 246 meter. Byen ligger ved floden Morava. En del af Baťa-kanalen løber langs floden.

## Historie
Den første skriftlige omtale af Veselí nad Moravou er fra 1261, hvor et vandslot med en bosættelse fandtes her. I 1397 blev en by, der tog navnet Veselí, grundlagt. Den oprindelige bosættelse udviklede sig separat og var kendt som Předměstí Veselí (dvs "Veselí Forstad").
I 1526 blev Veselí erhvervet af Hynek Bilík fra Kornice, som fik slottet ombygget til en renæssanceresidens. I Trediveårskrigen blev Veselí og Předměstí Veselí brændt ned flere gange, og slottet blev plyndret. Chorinský-familien, der købte Veselí-ejendommen i 1731, og genopbyggede slottet til dets nuværende nyklassicistiske form i 1834-1840.
I 1886 blev byen Veselí omdøbt til Veselí nad Moravou. I 1887 og 1888 blev jernbanen fra Brno til Rohatec bygget. I 1919 blev Veselí nad Moravou, Předměstí Veselí og indtil da uafhængige jødiske samfund lagt sammen til én helhed. I 1950 blev Zarazice lagt til byen, og i 1964 blev Milokošť en del af den. Begge oprindeligt selvstændige kommuner smeltede bymæssigt sammen med byen.

## Seværdigheder
Veselí nad Moravou Slot blev beskadiget under 2. verdenskrig og ved efterfølgende ufølsom brug. Det blev gradvist repareret men er ikke tilgængeligt for offentligheden. En stor slotspark med et sæt damme, er frit tilgængeligt. I parken ligger en slotsadministrationsbygning fra omkring 1800.
Det historiske centrum ligger på en ø i Morava-floden. Den består af Bartolomějské-pladsen med kirken Saint Bartholomew, bygget fra 1733 til 1741, og med bymuseet.
Det tidligere Servitter-kloster med de hellige skytsengles kirke er et markant barokmonument fra det 18. århundrede. Klosteret blev grundlagt i 1714 og nedlagt i 1784. Opførelsen af kirken stod færdig i 1764. En del af klosterbygningerne fungerer i dag som rådhus.